# スウォーズマン 笑傲江湖
『スウォーズマン 笑傲江湖』（スウォーズマンしょうごうこうこ、原題：笑傲江湖）は、金庸の代表的著作である『秘曲 笑傲江湖』を原作とし、台湾と香港の合作により中国電視公司で2000年に放映したテレビドラマ。全53話。

## 概要
映画『スウォーズマン』シリーズのスタッフの一部が関わっている。
金庸作品のドラマ化では恒例のことだが、主役の令狐冲役をつとめたリッチー・レンは、イメージに合わないという理由でバッシングを受けた。
日本語版ソフトがアットエンタテインメントから発売されている。全53話を4巻に編集しているため、カットされたシーンがかなり多い。

## キャスト
- 令狐冲 - リッチー・レン
- 任盈盈 - アニタ・ユン
- 岳不群 - 岳躍利
- 岳霊珊 - 陳德容
- 林平之 - 宋達民
- 東方不敗 - 劉雪華
- 任我行 - 李立群
- 田伯光  - 孫興
- 左冷禅 - 顧冠忠
- 儀琳 - 蔡燦得
- 向問天 - 徐少強
- 緑竹翁 - 鐵孟秋
- 藍鳳凰 - 陳紫函

## スタッフ
- 原作：金庸
- 製作：ヤン・ペイペイ
- 監督：レイモンド・リー[1]
- アクション監督：チン・シウトン[2]
- 撮影監督：博華
- 美術指導：張錫華
- 監修：ケイシ―・チャン
- オープニングテーマ：『死不了』（リッチー・レン）
- エンディングテーマ：『天涯』[3]（リッチー・レン）

## 日本語版ソフト
2002年にDVD、ビデオがアットエンタテインメントより発売（商品紹介）。全53話を4巻に編集しているため、カットされたシーンがかなり多い。
- スウォーズマン 笑傲江湖（94分）
- スウォーズマン 第弐集 葵花宝典（86分）
- スウォーズマン 第参集 独孤九剣（89分）
- スウォーズマン 第四集 東方不敗（89分）